# Ib Melchior
Ib Jørgen Melchior (født 17. september 1917 i København, død 13. marts 2015 i West Hollywood) var en dansk-amerikansk roman- og manuskriptforfatter samt producent og instruktør af talrige amerikanske tv-programmer og science fiction-film.

## Baggrund og karriere
Ib Melchior var søn af Lauritz Melchior
og blev cand.mag. i litteratur og sprog fra Københavns Universitet.
Han var gift med arkitekt Cleo Baldon, aktiv i Los Angeles.
Melchior tilsluttede sig den engelske teatertrup The English Players, der dels havde base i England, dels i Frankrig. Han turnerede i Europa som skuespiller. Han blev med tiden formand for truppen i Frankrig og medinstruktør. I 1939 ankomr han og truppen til USA for at instruere et show på Broadway.
I 1939-41 arbejdede han på ’’Stage Managing Department’’ i Radio City Music Hall og derefter på Center Neater Ice Shows i New York.[kilde mangler]
Melchior meldte sig til den amerikanske hær under 2. Verdenskrig og var i Pearl Harbor, da japanerne angriber Pearl Harbor i december 1941.[kilde mangler]
Han kom i efterretningstjenesten Office of Strategic Services og kom til den militære efterretningstjeneste U5. I 1943-45 var han i den europæiske krigszone som medlem af den militære efterretnings Counter Intelligence Corps.[kilde mangler]
For dette arbejde dekoreredes han af US Army og af kong Christian X af Danmark. Desuden har han modtaget den svenske militære orden Knight Commander of the Militant Order of Saint Brigitte – 1965.

## Film og tv-serier
Melchior har instrueret mere end 500 tv-shows både live og filmet fra CBS-TV musikprogrammet The Perry Como Show, hvor han var instruktør i 3½ år til den dramatiske dokumentarsere March of Medicine på NBC-TV.
Desuden skrev han episoden "The Premonition" i kultserien The Outer Limits. Han er ophavsmand til den ide, hvorpå Irwin Allen baserede sin tv-serie Lost in Space, men modtog aldrig credit for det.
Årtier senere blev han konsulent for Prelude Pictures' spillefilmudgave af Lost in Space, der solgte hans kontrakt til New Line Cinema, produktionspartnerne på filmen. New Line gik med til at betale Melchior 75.000 dollars i produktionsbonus og yderligere 15.000 dollars, men afviste at betale de 2% af producentens bruttoindtægter, som de var kontraktligt forpligtet til .
Han har skrevet og instrueret filmene The Angry Red Planet (1959) og The Time Travelers (1964) og er medforfatter til to dansk-amerikanske produktioner, Reptilicus (dansk version 1961, amerikansk version 1962) og Journey to the Seventh Planet (1962) samt til Robinson Crusoe on Mars (1964) og Mario Bavas Terrore nello spazio / Planet of the Vampires (1965).
Hans novelle The Racer (1956) dannede grundlag for Roger Corman og Paul Bartels kultfilm Death Race 2000 fra 1975 med David Carradine og Sylvester Stallone, genindspillet med Jason Statham i 2008.
Ib Melchior modtog i 1976 en Golden Scroll Award to Merit for Outstanding Achievement fra The Academy of Science Fiction, Fantasy and Horror Films.
Hans filmkarriere skildres i dokumentarfilmen Ib Melchior: 40 Years in Hollywood (1998), instrueret af Anthony Evans.
NatFilm Festivalen hædrede i 1999 Ib Melchior med et særskilt program og viste en række af hans film- og tv-produktioner.

## Retssager
Melchior tabte et langtrukkent juridisk slagsmål om at overtage sin faders gods Chossewitz, som blev beslaglagt af nazisterne og siden konfiskeret af myndighederne i DDR.

## Filmografi
- Live Fast, Die Young (1958)
- When Hell Broke Loose (1958)
- 13 Demon Street: A Gift of Murder (1959)
- The Angry Red Planet (1959)
- Men Into Space: Voice of Infinity + Water Tank Rescue (1959)
- Reptilicus (1961)
- Journey to the Seventh Planet (1962)
- The Time Travelers (1964)
- Robinson Crusoe on Mars (1964)
- The Outer Limits: The Premonition (1965)
- Terrore nello spazio (1965)
- Ambush Bay (1966)
- Lost in Space (1965-1968)
- Keep Off the Grass (1970)
- Death Race 2000 (1975)
- Lost in Space (1998)
- Death Race (2008)

## Biografier

### Artikler
- Nicolas Barbano: Ib Melchior i Nosferatu nr. 5, 1982
- Nicolas Barbano: Nekrolog: Ib Melchior (1917-2015) på Ekkofilm.dk
- Ebbe Iversen: Tilbage til fremtiden i Berlingske Tidende, 3.3.1999

### Bøger
- Robert Skotak: Ib Melchior: Man of Imagination (Midnight Marquee Press, 2000 og 2009)
- Ib Melchior: Selvbiografien Case by Case: A U.S. Army Counterintelligence Agent in World War II (Presidio, 1993), på dansk som Spionjæger: En dansk kontraspions bedrifter i den amerikanske hær under 2. verdenskrig (Aschehoug, 2002)
- Ib Melchior: Six Cult Films from the Sixties (2010) (selvbiografi)